# 1551
Năm 1551 (số La Mã: MDLI) là một năm thường bắt đầu vào thứ năm trong lịch Julius.

## Sự kiện

### Tháng 6
- Trịnh Kiểm, Lê Bá Ly và Vũ Văn Uyên tấn công Thăng Long